# Alfonso Nápoles Gándara
Alfonso Nápoles Gándara   (Cuernavaca, 20 d'octubre de 1897 - Ciutat de Mèxic, 11 de novembre de 1992) va ser un matemàtic mexicà.

## Vida i Obra
Nascut a Cuernavaca on va fer la primera escolarització, va passar a fer els estudis secundaris a la Escuela Nacional Preparatoria de Ciutat de Mèxic des de 1910 fins a 1915. A continuació va estudiar a la Escuela Nacional de Ingenieros on va ser deixeble de Sotero Prieto i en la qual es va graduar el 1921.
A partir de 1923 va ser professor de diverses escoles superiors de la capital i el 1930 va rebre una beca Guggenheim que li va permetre ampliar estudis al Massachusetts Institute of Technology fins al 1932.
En morir Soetro Prieto el 1935, Nápoles va asumir el lideratge de la comunitat matemàtica a Mèxic. Ell va iniciar les classes de matemàtiques independents de l'enginyeria, a ell se li deuen la creació de la Facultad de Ciencias el 1935, del Instituto de Matemàticas de la UNAM i de la Sociedad Matemàtica Mexicana el 1942.
En retirar-se el 1965 va ser nomenat president honorari vitalici de la Sociedad Matemàtica Mexicana.